# Rudolf Nocker
Rudolf Herbert Nocker (* 25. August 1946 in Obergermaringen) ist ein deutscher Nachrichtentechniker und Professor für Elektrotechnik an der Hochschule Hannover.

## Leben
Nach einem Studium der Nachrichtentechnik an der Technischen Universität München war Nocker von 1972 bis 1973 an der Technischen Universität Braunschweig als wissenschaftlicher Assistent tätig. Darauf folgte eine vierjährige Tätigkeit für die Forschungsabteilung der Siemens AG in München. 1981 promovierte er an der TU München am Institut für Nachrichtentechnik.
Von 1978 bis 2010 war Nocker Professor für Kommunikationstechnik an der Hochschule Hannover.
Nocker erfand ein digitales Nachrichtensystem mit Vielfachzugriff und dezentraler Vermittlungstechnik, welches im Jahre 1976 in mehreren Ländern patentiert wurde.

## Publikationen (Auswahl)
- Daisenberger, Georg; Nocker, Rudolf: Ein elementares Modell für reinen Internverkehr zwischen endlich vielen Teilnehmern. NTZ 29, 1976, S. 592–596, urn:nbn:de:bsz:960-opus4-7523.
- Nocker, Rudolf: A Time Division Multiplex Communication Network Featuring Decentralized Switching and Reduced Bandwidth. Band 6. Siemens Forsch.- u. Entwickl.-Ber., 1977, S. 198–203, urn:nbn:de:bsz:960-opus-1070.
- Nocker, Rudolf: Kollisionsverlust bei zeitgerastertem Vielfachzugriff. AEÜ 38, 1984, S. 15–20, urn:nbn:de:bsz:960-opus-952.
- Nocker, Rudolf: Digitale Kommunikationssysteme 1 - Grundlagen der Basisband-Übertragungstechnik. Vieweg, 2004, ISBN 3-528-03976-0.
- Nocker, Rudolf: Digitale Kommunikationssysteme 2 - Grundlagen der Vermittlungstechnik. Vieweg, 2005, ISBN 3-322-89550-5.
- Nocker, Rudolf: Verzögerungen in paketbasierten Kommunikationsnetzen. Shaker, 2008, doi:10.2370/395_268, urn:nbn:de:bsz:960-opus-981.